# Mario César Fernández
Mario César Fernández González Conzi (Montevideo, Uruguay, 29 de noviembre de 1928 - Brasilia, Brasil, 12 de octubre de 2000) fue un escritor, periodista, diplomático y político uruguayo, quien, entre otros cargos, se desempeñó como subsecretario (vicecanciller) del Ministerio de Relaciones Exteriores de su país en el perídodo 1985-1986.

## Nacimiento
Nació en Montevideo el 29 de noviembre de 1928.

## Actividad periodística
Ejerció el periodismo desde su juventud en el semanario El Nacional. En 1955 se incorporó al diario Acción, en el que tuvo una columna titulada "18 y Andes", que firmaba con el seudónimo Ceblas.
También fue crítico cinematográfico en el mismo diario Acción y en la revista Nexo, así como autor de artículos sobre política nacional e internacional, con el seudónimo de Blas González.
Trabajó también en los periódicos Reporter y Visión.
Entre 1981 y 1985 fue editor de Correo de los Viernes, y de 1991 a 1994, columnista en los periódicos La Mañana, El Día y El País.

## Obra literaria
En 1962 publicó una novela titulada Nos servían como de muro (editorial Alfa), que alcanzó importante repercusión.
En 1966, un libro de cuentos llamado Industria nacional (editorial Arca).
Asimismo, publicó narraciones en el semanario Marcha.

## Carrera diplomática
En 1953 ingresó como auxiliar al Ministerio de Relaciones Exteriores. Fue luego secretario, o cónsul de distrito, y posteriormente, consejero.
Integró, como secretario, la representación diplomática de Uruguay en Estados Unidos.
Desde 1965 fue cónsul de Uruguay en Génova, Italia.
Fue jefe del Departamento de Prensa del Ministerio, luego representante de Uruguay ante la UNESCO en París, en la década del 70, y director de Asuntos Culturales y de Información de la Cancillería.
Posteriormente fue destituido, bajo la aplicación del Decreto Constitucional-Acto Institucional número 7, por la dictadura cívico-militar.
Actuó entonces como convencional del Partido Colorado y como integrante de su Comisión de Libertad de Prensa e Información, así como de la Comisión Asesora de Política Exterior.

## Subsecretario de Relaciones Exteriores
Al restaurarse la democracia, el 1 de marzo de 1985, el presidente Julio María Sanguinetti y su primer ministro de Relaciones Exteriores, Enrique V. Iglesias, lo designaron subsecretario ―viceministro― de dicha cartera.
Desempeñó ese cargo durante un año, hasta su nombramiento como embajador, el 4 de marzo de 1986; fue sucedido, a fines del mismo mes, por Alberto Rodríguez Nin.

## Embajador en Suiza y Brasil
En marzo de 1986 fue designado embajador de Uruguay en Suiza.
Entre 1991 y 1994 fue coordinador de la Comisión de Asuntos Internacionales del Foro Batllista. Asimismo, participó en la redacción del programa de gobierno de Julio María Sanguinetti para las elecciones de 1994.
Luego del triunfo en las mismas e iniciada la segunda presidencia de Sanguinetti, en 1995 este designó a Fernández como embajador en Brasil.
Ocupó durante más de cinco años este cargo, en el que continuó durante el inicio de la presidencia de Jorge Batlle.

## Vida personal. Fallecimiento
Era hijo de Cesáreo Pavón Fernández y de Celedonia González Conzi, quienes se casaron en 1924, y sobrino, por vía materna, del historiador Efraín González Conzi.
Contrajo matrimonio en 1955 con Gladys Bonelli, con quien tuvo tres hijos, Rosario, Javier María y María Jimena Fernández Bonelli. Su hija Jimena asumió en 2023 como presidenta de la Institución Nacional de Derechos Humanos.
Fernández y su esposa mantuvieron durante años un vínculo de amistad con África de las Heras, sin conocer, sino hasta mucho más tarde, su condición de espía de la KGB.
Falleció en la ciudad de Brasilia el 12 de octubre de 2000, aún en ejercicio del cargo de embajador en Brasil.
Sus restos fueron repatriados a su país natal y velados en la sede del Ministerio de Relaciones Exteriores.